# Allium delicatulum
Allium delicatulum är en amaryllisväxtart som beskrevs av Johann Erasmus Sievers, Schult. och Julius Hermann Schultes. Allium delicatulum ingår i släktet lökar, och familjen amaryllisväxter. Inga underarter finns listade i Catalogue of Life.